# Sant Llorenç de Ratera
Sant Llorenç de Ratera és una capella del nucli de Ratera, al municipi dels Plans de Sió (Segarra), inclosa en l'Inventari del Patrimoni Arquitectònic de Catalunya

## Descripció
Capella situada a l'entrada del nucli, construïda amb paredat, d'una sola nau amb absis recte i coberta a dues aigües. A la façana principal hi trobem la porta d'entrada amb llinda superior on apareix la data de construcció, 1798. Per sobre d'aquesta trobem una petita fornícula amb una imatge contemporània de la Mare de Déu de Montserrat. A la part superior de la façana trobem un campanar d'espadanya d'un sol ull, realitzat amb formigó, igual que la teulada de la capella, fruit d'una restauració duta a terme a finals del segle xx.
L'interior de la capella està cobert per un embigat de fusta, fruit de la recent restauració de la teulada, conservant-se els murs originals realitzats amb paredat i amb la presència d'uns pilars de base quadrada adossats. Al mur de l'altar hi trobem tres figures escultòriques, les quals representen Sant Llorenç, Santa Llúcia i un escolanet, ubicades a partir de la restauració de la capella.

## Notícies històriques
L'ermita fou refeta al segle xviii, però no es pot descartar que tingui uns orígens romànics perquè el lloc de Ratera és documentat des de l'any 1098.